# 23899 Kornoš
23899 Kornoš è un asteroide della fascia principale. Scoperto nel 1998, presenta un'orbita caratterizzata da un semiasse maggiore pari a 2,6965618 UA e da un'eccentricità di 0,1464802, inclinata di 13,22116° rispetto all'eclittica.
L'asteroide è dedicato all'astronomo slovacco Leonard Kornoš.